# Reino de la Baja Borgoña
Reino de la Baja Borgoña, reino de Provenza, reino de Arelat o reino de la Borgoña Cisjurana son denominaciones historiográficas para un reino formado por Bosón, conde de Arlés, en el territorio suroriental de la actual Francia durante la descomposición del Imperio carolingio, en el año 879, a la muerte del rey Luis el Tartamudo.
Sus límites eran el mar Mediterráneo al sur, Septimania al sudoeste, Aquitania al oeste, el Reino de la Alta Borgoña al norte y el reino de Italia al este.
Los dos hijos de Luis el Tartamudo, Luis III y Carlomán (que se habían dividido Francia Occidental), atacaron a Bosón tras conseguir la neutralidad de Francia Oriental en el Tratado de Ribemont y en 882 su territorio se integró en el reino de Carlomán. A la muerte de este, en 884, pasó a su hijo Carlos el Gordo, que murió en 888. Luis III el Ciego, hijo de Bosón, fue coronado rey de la Baja Borgoña en 890, tras la revuelta de Arnulfo de Carintia.
Luis el Ciego fue llamado a Italia por Adalberto II de Toscana, que deseaba evitar el control que Berengario de Friuli estaba obteniendo en la península. Luis derrotó a Berengario y fue coronado emperador germánico por el papa Benedicto IV. Berengario derrotó a Luis al año siguiente y lo expulsó de Italia, haciéndole prometer no volver. No obstante, Luis volvió a intentarlo en 905, aunque fue vencido de nuevo. En esa ocasión, como castigo por el rompimiento de su promesa, fue cegado. Los títulos de rey de Italia y emperador pasaron a ser ostentados por Berengario.
Incapacitado para ejercer sus deberes como rey, Luis nombró como su regente a Hugo de Arlés, conde de Provenza. Hugo fue elegido rey de Italia en 924 durante una nueva guerra civil italiana y pasó los dos años siguientes intentando expulsar de la península a su rival Rodolfo II (rey de la Alta Borgoña). Luis el Ciego murió en 928 y Hugo le sucedió en el trono. No consiguió afianzar su poder mediante un matrimonio con Marozia (la efectiva gobernante de Roma). Los siguientes cinco años Hugo tuvo que combatir contra las invasiones magiares y las incursiones de piratas andalusíes. En 933, Hugo firmó la paz con Rodolfo de la Alta Borgoña, a cambio de concederle el reino de la Baja Borgoña. Ambas Borgoñas se fusionaron en el llamado reino de Arlés.